# Không gian đơn liên
Trong tô pô, một không gian tôpô được gọi đơn liên nếu nó liên thông đường và nhóm cơ bản của nó tại mọi điểm là tầm thường (hay mọi vòng đều đồng luân với vòng bất biến). Chẳng hạn, hình tròn (cùng với phần trong của nó) là đơn liên nhưng hình vành khăn là không đơn liên.

## Định nghĩa và ví dụ

Một không gian không đơn liên: một vòng bao một lỗ thì không thể co về một điểm.

Không gian tôpô X được gọi đơn liên nếu nó liên thông đường và bất kỳ vòng nào trên X được xác định bởi f: S1→X có thể được co về một điểm.
Một không gian tô-pô X là đơn liên khi và chỉ khi nó là một không gian liên thông đường và nhóm cơ bản của X tại mỗi điểm là tầm thường.
Tương tự, X là đơn liên khi và chỉ khi với mọi điểm {\displaystyle x,y\in X}, tập hợp các cấu xạ {\displaystyle \operatorname {Hom} _{\Pi (X)}(x,y)} trong groupoid cơ bản của X có đúng một và chỉ một yếu tố.

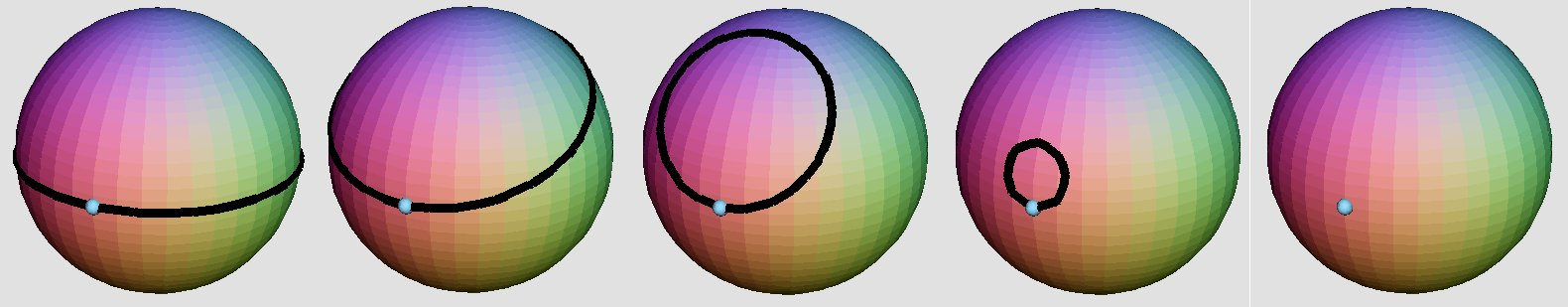
Một hình cầu là một không gian đơn liên: mọi vòng đều có thể co về một điểm.

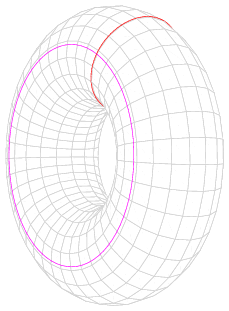
Một hình xuyến không phải là một bề mặt đơn liên. Cả hai vòng màu tím đều không thể co về một điểm.